# Fräulein Stinnes fährt um die Welt
Fräulein Stinnes fährt um die Welt ist ein deutsches Dokudrama aus dem Jahr 2009, welches historische dokumentarische Filmaufnahmen mit Spielszenen kombiniert.

## Handlung
Der Film handelt von der Weltreise der Rennfahrerin Clärenore Stinnes, die zwischen 1927 und 1929 als erste Frau mit dem Auto, einem Adler Standard 6 die Erde umrundete. Sie wurde von dem schwedischen Kameramann Carl-Axel Söderström begleitet, der das Projekt auf Film dokumentierte.
Die Handlung läuft chronologisch ab, sie beginnt 1927 mit dem Aufbruch in Deutschland und endet zwei Jahre später mit der Rückkehr der Protagonisten in Berlin. Auf ihrer Reise durchquerten Stinnes und Söderström drei Kontinente und über zwanzig Länder.
Auf der Fahrt überwanden sie Hindernisse wie den zugefrorenen Baikalsee oder die Anden in Südamerika und erlebten zum Teil brenzlige Situationen wie Überfälle von Räuberbanden oder Wassermangel.
Da in den 20er Jahren in den meisten Gegenden kein Straßennetz existierte, fuhren die beiden zum großen Teil über völlig unbefestigte Wege oder einfach querfeldein durchs Gelände. Der Untergrund bestand mal aus steinigen Halden oder Sumpf, mal war er von Schnee und Eis bedeckt.

## Kritiken
„[… Carl-Axel Söderströms] faszinierende Dokumente bieten, frei von jeglichem Exotismus, seltene Einblicke in fremde Welten und zeigen von Tourismus und Infrastruktur gänzlich unberührte Gegenden. Demgegenüber fallen die inszenierten Spielszenen trotz der sehr präsenten Darsteller ein wenig blass aus, was dem Genuss der abenteuerlustigen Geschichte freilich nichts anhaben kann.“

## Hintergrund
- Der Film wurde am 20. August 2009 uraufgeführt.[2]
- Das für den Dreh verwendete Fahrzeug kann heute im Technikmuseum Freudenberg besichtigt werden. Ein historischer Adler Favorit, der dem von Stinnes und Söderström gefahrenen Adler Standard 6 sehr ähnlich ist, wurde für das Set gekauft und restauriert.[3]
- Passend zum Film gab es in verschiedenen Städten eine Wanderausstellung zu sehen, in der neben Infotafeln, Video- und Fotomaterial zu dem Thema auch das Auto aus dem Film zu sehen war.
- Neben dem Spielfilm sind auch Söderströms Originalaufnahmen auf DVD erschienen.